# گل‌ورزی (کشاورزی)

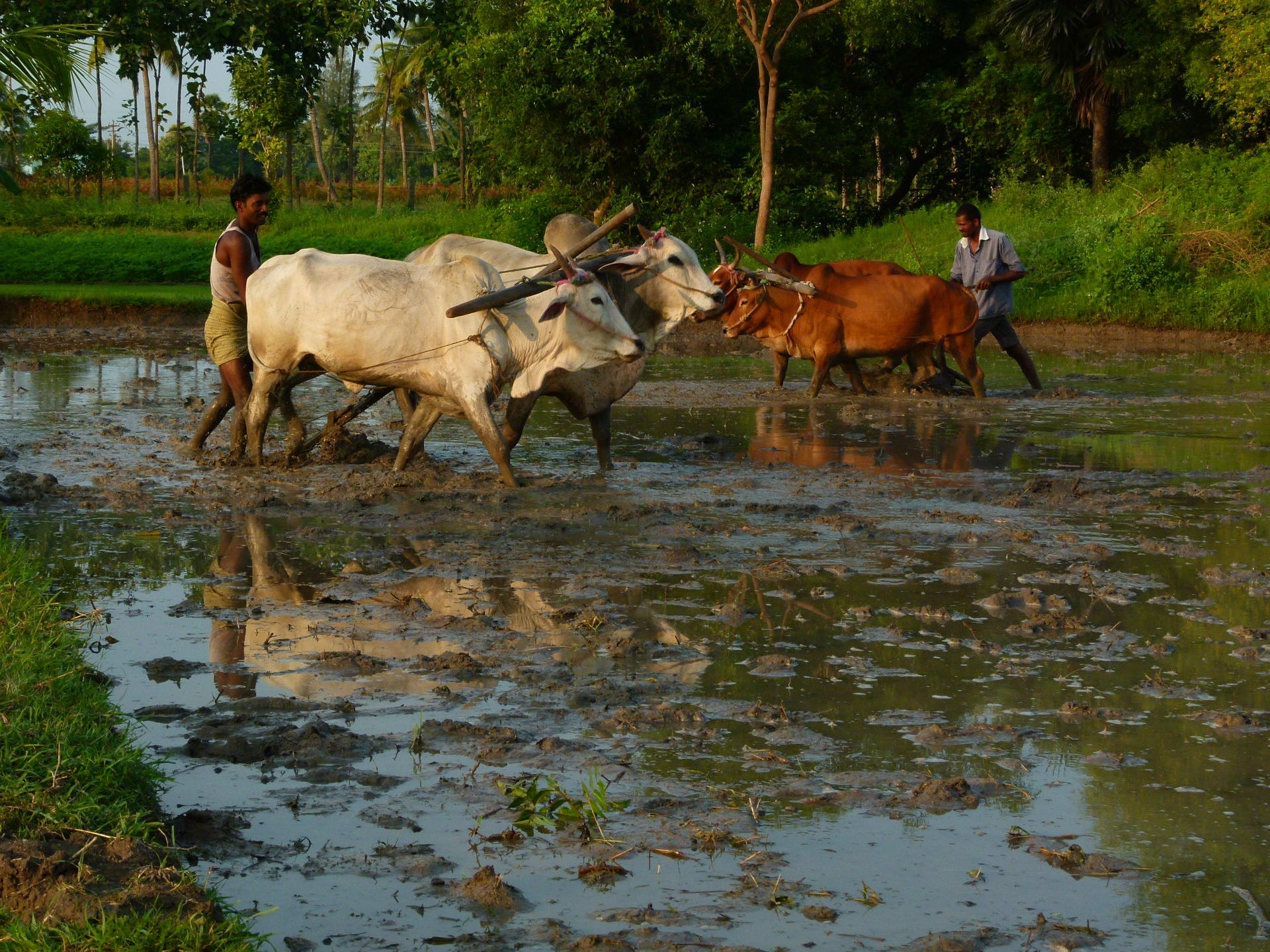
عملیات گل‌ورزی در تامیل نادو، هند

گل‌ورزی (به انگلیسی: Puddling)، خاک‌ورزی شالیزارهای برنج در هنگام غرقابی است، یک روش باستانی که برای آماده‌سازی برای کشت برنج استفاده می‌شود. از لحاظ تاریخی، این کار با کشیدن یک کلوخ‌شکن وزن‌دار در میان شالیزاری پرآب پشت گاومیش یا گاو انجام شده است، و اکنون با استفاده از روش‌های مکانیزه، اغلب با استفاده از تراکتور دوچرخ، انجام می‌شود.
گل‌ورزی با کوبیدن ذرات خاک رس و بستن آنها بسیاری از منافذ خاک، سرعت نفوذ آب را کاهش می‌دهد.